# Lom (Indonésie)
Pour les articles homonymes, voir Lom.
Les Lom, ou Belom, ou encore Mapur, sont une population de l'île indonésienne de Bangka. Au nombre de 752 en 1984, ils habitent le district de Belinyu dans le nord-est de l'île, dans les villages de Gunung Muda et Gunung Pelawan. Ils parlent un dialecte du bangka qui, avec à peine une cinquantaine de locuteurs, est en danger d'extinction.